# Barbaruéns
Barbaruens, Barbaruéns, Barbaruans o Barbaruáns es una pedanía del municipio de Seira, situado en el Valle de Benasque (Huesca), comarca de Ribagorza, en Huesca, Aragón.

## Toponimia
Hay diferentes interpretaciones del nombre. Según Xavier Tomás es Barbaruáns y es de origen prerromano y se remontaría a un hipotético BARBARONSI; otra interpretación dice que es a partir de la antropónimo latino BARBARIUS; y otra dice que es a partir del genitivo latino de BARO VALLE BARONIS > Barbaruens (Valle de los barons). Entre los microtopónimos destaca el "Ibón de Armeña" y el "Circo de Armeña". Se cree que toma el nombre por la abundancia de armiños (armenius mus en latín).

## Patrimonio
- Monasterio de San Pedro de Tabernas, de origen visigodo s. IX.[2][5]

- Ermita románica de San Pedro de la Cuadra.

- Ermita de San Miguel.

- Aigüeta de Barbaruens[6]

## Fiestas
- Fiestas patronales, 15 de agosto.